# 阎宝航
阎宝航（1895年4月6日—1968年5月22日），字玉衡，男，遼寧海城人。是潜伏于国民政府内的共产国际间谍，1937年加入中国共产党。1949年后在外交部等处任职。文化大革命时死于秦城监狱。1995年，俄罗斯联邦政府追授他“卫国战争胜利五十周年纪念章”。

## 生平

### 早年岁月
阎宝航，1895年出生于奉天省海城县牛庄北小高力房村（今辽宁省海城市望台乡小高力房村）的一个农民家庭，共有姐妹三人，兄弟六人，阎宝航排行第四。
因家境一般，阎宝航的父母打算只供其二哥进学堂读书，在1909年腊月就为14岁刚读完私塾的阎宝航安排婚事，娶太子河北温香镇菱角泡村的高家女儿为妻。后在私塾老师范懋修先生的帮助下，阎宝航得以进入望台乡小学堂就读，期间成绩优异，学制四年的小学堂仅读了两年半就于1912年毕业。
1913年，考入奉天两级师范学校就读，在校期间成绩优良，积极参与反对袁世凯及“二十一条”的活动；担任学校篮球队的队长参与在天津举办的第三届华北运动大会；期间成为奉天基督教青年会的会员，在总干事美籍丹麦牧师普赖德（Joseph Eyre Platt）的影响下信奉基督教。阎宝航与同学好友杜重远、卢广绩、王化一、王少源、萧树君，毕甘霖、宁恩承等人经常参加基督教青年会的活动，并在此结识同为会员的张学良。

### 奉天基督教青年会
1918年5月阎宝航受洗，担任奉天基督教青年会学习部练习干事，月收入奉票25元。从奉天两级师范学校毕业后，与同学魏益新、张泊等人在奉天大南门景祐宫创办奉天贫儿学校，招收贫苦人家的儿童免费入学，阎宝航每月捐出收入的一半12.5元奉票，因此成为知名人士。
1919年阎宝航被选送前往北平基督教青年会学习，期间深受北平新文化运动氛围的影响。1920年9月，返回奉天并被聘请为奉天基督教青年会学习部干事。
1921年，阎宝航与奉天基督教青年会干事张洎、郭纲、朱连生、张韵泠及会员高子升、吴竹村、何松亭、巩天民等人，在奉天基督教青年会中组成“星期三会”，他们每星期三集会，一起阅读和讨论。提倡民主自由，反对专制统治；提倡科学，反对迷信；提倡自由恋爱，男女平等，反对家庭包办婚姻；提倡新道德， 反对旧礼教；提倡白话文，反对文言文。
1924年，中国共产党员韩乐然携带上海基督教青年会介绍信来到奉天秘密开展建党工作，和青年会的阎宝航、苏子元、郭纲等人多有来往，但因顾虑阎宝航和外国传教士以及张学良、郭松龄等东北上层人士的密切关系，并未直接发展阎宝航加入中国共产党，但高子升、苏子元、郭纲、何松亭、巩天民等人均加入共产党。
1925年11月至12月，阎宝航因和奉天的共产党人共同参与支持郭松龄反奉的活动，短暂地被奉天东关警察署拘捕，不久获释。
1927年，阎宝航向苏子元提出入党申请，但因中共满洲省委派来的联络人周东郊被捕，未能实现。同年，阎宝航受受奉天基督教青年会推荐、张学良资助，前往去英国爱丁堡大学读社会学，原计划留学4年，但因东北政局发生变化，于1929年经莫斯科提前回国，接替普赖德出任奉天基督教青年会总干事。

### 东北反日活动
1929年7月11日，阎宝航联络辽宁省教育会会长王化一、工会联合会会长卢广绩等人发动成立了“辽宁省国民外交协会”，并担任常务主席。“辽宁省国民外交协会”由张学良资助，反对日本对东北的侵占，也反对苏联在东北的特权，在“中东路事件”中提出“打倒苏俄”、“打倒共产党”的口号，并因反苏立场和中共满洲省委发生冲突。之后阎宝航又联合地方人士成立了“辽宁省国民常识促进会”、“辽宁省拒毒联合会”等民间组织，从事反日救国活动。
1929年11月至12月间，太平洋国际学会第三次大会在日本京都举行，期间中国代表阎宝航将译成英文的《田中奏折》公布、分发，引起轩然大波。据阎宝航回忆，他是之前在沈阳开中国代表团筹备会议时，从张学良秘书王家桢处得到这份“田中奏折”的抄本。据称抄本是张学良重金从日本秘密购得，阎宝航“震惊之下，如获至宝，遂商得筹备会同意，译成英文，印出二百本，分送英、美、加等出席（第三次太平洋）会议的代表，这是《田中奏折》公布于世的开始。”

### 流亡关内
1931年9月18日，“九一八事变”发生，9月19日，日军占领沈阳。日军悬赏5000大洋缉拿阎宝航，沈阳迫击炮厂工程师麦尔斯开汽车将阎宝航、卢广绩、金哲忱送至尚未被日军占领的皇姑屯车站，三人于9月23日抵达北平。9月27日，“东北民众抗日救国会”成立，阎宝航任委员、宣传组长。之后参加“东北民众救国请愿团”赴上海、南京敦促国民党政府出兵抗日，收复东北。
1933年，长城抗战失败后，张学良下野出国，塘沽协定签署。当年7月16日，何应钦要求“东北民众抗日救国会”停止活动。9月18日，阎宝航和“救国会”中的一些非国民党员一同成立了秘密组织“复东会”。
1934年，张学良回国，不久“复东会”取消，成员加入张学良和蒋介石合作的新组织“四维学会”，会章宣称“拥护唯一领袖、团结一致救国”，阎宝航任理事。7月1日，在余日章的推荐下，阎宝航被蒋介石任命为新生活运动促进总会书记。任职期间，阎宝航广泛开展社会活动，结识许多国民党上流人士，他和同为基督徒的宋美龄关系亲密，所乘福特牌小汽车是宋美龄赠送的礼物。
1936年11月初，阎宝航以视察新生活运动的名义前往西安，回到南京不足半月，“西安事变”爆发。12月26日蒋介石和张学良一同返回南京，12月28日，阎宝航接到戴笠通知，前往北极阁公馆，见到被软禁的张学良。次日清晨，阎宝航由明故宫机场乘坐专机前往西安，传达“张学良即将于几天后返回”的消息，在西安，阎宝航第一次见到周恩来。由于之后张学良并未获释，阎宝航返回南京，继续活动营救张学良，未果。

### 东北救亡总会
1937年春，阎宝航辞去新生活运动促进总会书记，改任新运总会副总干事。同年，共产党员苏子元来到南京，发动阎宝航加入中国共产党和组织成立“东北救亡总会”。“七七事变”爆发后，“东总”由北平迁往南京芦席营大禹村1号阎宝航家中办公，周恩来亲自到家中动员阎宝航参加中国共产党。1937年9月，由周恩来、刘澜波作为介绍人，阎宝航秘密加入中国共产党，仍以党外身份活动，代号“阎政”，直接在周恩来领导下工作。
1938年2月6日，国民政府军事委员会政治部成立，陈诚任部长，周恩来任副部长，郭沫若任政治部主任，阎宝航任战地党政设计委员，参与第二厅、第三厅的工作。同年5月，长女阎明诗到达延安，进入抗大学习，7月加入中国共产党。之后二女阎明英，长子阎明新，次子阎明智也先后被送往延安。
1938年10月，武汉会战失败，阎宝航、于毅夫率“东总”总部迁往重庆。在重庆期间，阎宝航曾任重庆市动员委员会设计委员、中央赈济委员会顾问、陪都劝募公债运动主任干事等职务，交游甚广。同时进入第五十兵工厂、大明公司任职，将大部分收入用于资助“东总”的《反攻》杂志和救济东北同胞。其在重庆的住处两路口重庆村17号，因为广泛接纳东北流亡人士，被称为“阎家老店”。同时重庆村17号也是中共南方局的重要据点，阎宝航从事秘密情报工作的据点。周恩来多次在二楼房间内举行秘密会议，董必武、叶剑英等人也曾在此地主持会议和工作。

### 间谍活动
1939年，阎宝航根据周恩来、李克农指示，在家中设置秘密电台。1941年春，周恩来指示阎宝航接受苏联驻华武官罗申的直接领导，为莫斯科提供情报。
1941年5月，驻德武官桂永清向蒋介石密报“纳粹德国将于6月20日左右的一星期内入侵苏联”，于右任、孙科将这个消息透露给了阎宝航，阎宝航随即将情报交给属下李正文，报告周恩来及罗申。 11月下旬，国民党密电破译专家池步洲判断日军即将偷袭珍珠港，在上报这一信息的过程中，阎宝航获知并报告中共中央和莫斯科。
1942年，其女阎明诗从延安返回重庆，作为译电员协助阎宝航的情报工作。
1944年夏，阎宝航从国民党军委处获得了日本关东军的全部材料，包括陆空军部署、设防计划、要塞地址、兵种、武器、翻译人数、将领姓名等材料，全部交给罗申照相保存。。

### 下关惨案

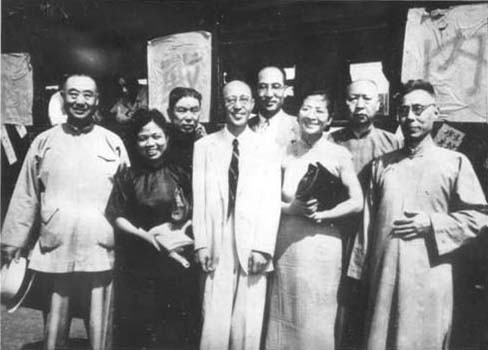
1946年6月23日，上海人民呼吁和平入京请愿代表团于临上火车前在车厢前合影。右起：马叙伦、包达三、雷洁琼、阎宝航、 张絅伯、盛丕华、胡子婴、蒉延芳。

在重庆期间，阎宝航也参与了中共南方局组建的一些外围组织，“民主党派”。1941年5月，阎宝航、高崇民（“东总”主席团成员）等在中共南方局的指示下参与组建“中国民族大众同盟”，一年后该组织改名为“中国民主革命同盟”。1943年11月，阎宝航和“东总”的陈先舟、陈彦之、杜弘如等一同加入中国民主政团同盟（民盟），连同之前就已加入的高崇民组成民盟东北小组。1945年10月28日，阎宝航、高崇民参加了“三民主义同志联合会”。
1946年6月6日，在上海的各个民主党派的领导马叙伦、陶行知、沙千里、许广平、周建人、阎宝航、郑振铎、雷洁琼等164人联名致信蒋介石、马歇尔以及各个党派，呼吁停止内战。同年6月23日，阎宝航参加“上海人民团体联合会”和平请愿团，由上海闸北车站乘火车前往南京，晚19时火车抵达南京下关车站，请愿团遭到殴打，阎宝航全身多处受伤，其中面部受伤最严重。9月3日，阎宝航由上海乘轮船前往天津，经大连、沈阳于11月18日抵达哈尔滨，12月12日，妻子高素和子女也从重庆到达哈尔滨。

### 解放区与建国后
1945年11月5日，东北行政委员会任命阎宝航为辽北省政府主席（未到任）。1947年2月1日，辽北省民主政府在白城子正式成立，阎宝航为主席。任辽北省主席期间，阎宝航组织了防治鼠疫、恢复生产、组织支前、劳军等工作。
1949年5月前往北京，参与新政治协商会议筹备会，任筹委会副秘书长。 10月起调外交部工作任办公厅副主任兼交际处处长，1952年，中共中央批准其在外交部公开党员身份，1955年调任外交部条约委员会主任委员。1959年3月辞去外交部职务，前往政协文史资料研究委员会从事征集、整理文史资料的工作。1965年起，任第四届全国政协常务委员。

### 文革惨死与平反
1967年11月6日晚，阎宝航被从家中抓捕，诬陷为“东北帮叛党投敌反革命集团”，关入秦城监狱。 1968年5月22日在秦城监狱被看守人员从背后踢倒死亡，因江青在他的死亡報告批示：「閻寶航是現行反革命分子，不通知家屬、不留骨灰、不留遺物」，因此骨灰未被保留。其妻子、儿女也分别受到隔离审查、逮捕，其在中央办公厅工作的三子阎明复亦被关入秦城监狱。
后获得平反，1978年1月5日，中共中央在八宝山革命公墓为阎宝航举行骨灰安放仪式，仪式由宋任穷主持，姬鹏飞、黄华、罗青长、熊向辉、孔原等出席。
1995年11月1日，俄罗斯驻华大使罗高寿在俄罗斯驻中国大使馆将总统叶利钦签署的“卫国战争胜利五十周年纪念章”授予阎宝航及其领导的情报小组。2007年，中国大陆拍摄了以他为主角的传记电视剧《英雄无名》。

## 家庭
妻子高素，曾用名高素桐。有四子三女。。
- 长女：阎明诗，抗战前期前往延安，1942年被派回重庆，作为译电员参与阎宝航的间谍活动，传递情报给位于北碚区的秘密电台，丈夫曹卣。文革期间被当成“鞍山市最大的特务分子”遭批斗，后被下放农村劳动改造。
- 二女：阎明英，抗战前期前往延安，改名高玲，曾任第一海军学校政治部秘书科科长，丈夫李东野。
- 长子：阎明新，抗战前期前往延安，改名阎大新，曾任解放军总后勤学院政治部主任，妻子舒堤。文革期间被指为阎宝航派到延安的“战略性特务”，遭隔离审查，被开除军籍，下放贺兰山劳动改造。
- 二子：阎明智，抗战前期前往延安，曾任中华人民共和国驻苏使馆一秘、外交部翻译处处长，1956年曾负责连夜为中共代表团翻译赫鲁晓夫的秘密报告，文革期间被隔离审查后，下放湖南农村劳动改造，死于长沙。妻子流莎。
- 三女：阎明光，曾用名黄岩，曾任上海申大集团总经理，上海阎宝航社会公益基金会理事长，丈夫黄宇齐。
- 三子：阎明复，曾任中共中央书记处书记、统战部长、政协副主席、民政部副部长等高级职务。
- 四子：阎佳林（阎嘉陵），曾任中华文化交流合作与促进会理事。